# 廣瀬健
- 廣瀬健
- 廣瀨健
- 広瀬健

廣瀬 健（ひろせ けん、1935年10月22日 - 1993年8月16日）は、日本の数学者・計算機科学者。専門は数学基礎論。元早稲田大学理工学部教授。

## 略歴
大分県出身。立教大学理学部数学科卒業。立教大学大学院理学研究科数学専攻に進学して赤攝也ゼミに所属。その後、東京教育大学助手、講師を経て、1970年早稲田大学理工学部数学科助教授、1977年早稲田大学理工学部教授。
子に、高圧地球科学者の廣瀬敬がいる。

## 業績
1973年にヒルベルトの23の問題の第10問題（ディオファントス方程式の可解性の決定問題）を部分的に解決したが、廣瀬とは独立にユーリ・マチャセビッチによる証明が先に公表されたため、最初の証明者とはならなかった。
また、大学生時代からプログラム制作に関わり、新世代コンピュータ技術開発機構（ICOT）では第五世代コンピュータの開発に助言を行なう。その後、早稲田大学理工学部情報学科の立ち上げに関わった。

## 主な著書

### 単著
- 一松信・伊理正夫・竹内啓 編『数学的帰納法』教育出版〈シリーズ新しい応用の数学 11〉、1975年。
- 『計算論』朝倉書店〈近代数学講座 19〉、1975年。
  - 小松勇作 編『計算論』（復刊）朝倉書店〈近代数学講座 10〉、2004年3月。ISBN 4-254-11660-8。
- 『情報数学』コロナ社〈電子通信学会大学シリーズ A-5〉、1985年11月。
- 『基礎数学』 3巻、放送大学教育振興会〈放送大学教材〉、1986年3月。ISBN 4-14-231441-6。
- 『帰納的関数』共立出版〈共立講座現代の数学 3〉、1989年2月。ISBN 4-320-01120-1。
- 『論理』日本評論社〈現代応用数学の基礎〉、1994年5月。ISBN 4-535-60829-6。
- 『代数系 : 環・体・ガロア体・群・束』日本評論社〈現代応用数学の基礎〉、1994年5月。ISBN 4-535-60827-X。
- 『数学・基礎の基礎』海鳴社、1996年6月。ISBN 4-87525-174-2。

### 共著・編著・共編著
- 小林竜一、佐藤総夫共著『解析序説』共立出版〈数学的モデルへのアプローチ 1〉、1974年。
  - 小林龍一、佐藤總夫共著『解析序説』筑摩書房〈ちくま学芸文庫 コ29-1 ［Math ＆ science］〉、2010年1月。ISBN 978-4-480-09259-5。
- 廣瀬健ほか共著『数学の方法 : 直観的イメージから数学的対象へ』共立出版、1982年6月。ISBN 4-320-01079-5。
- 淵一博『第五世代コンピュータの文化』海鳴社〈Monad books 26〉、1984年1月。
- 淵一博『第五世代コンピュータの計画』海鳴社〈Monad books 27〉、1984年6月。
- 横田一正『ゲーデルの世界 : 完全性定理と不完全性定理』海鳴社、1985年5月。ISBN 4-87525-106-8。
- 有沢誠『環境篇 情報と社会』岩波書店〈文科系のコンピュータ〉、1988年1月。ISBN 4-00-005927-0。
- 廣瀬健ほか 編『コンピュータソフトウェア事典』丸善、1990年4月。ISBN 4-621-03448-0。

### 翻訳
- D. E. Knuth 著、廣瀬健 訳『基本算法 基礎概念』 1巻、サイエンス社〈The art of computer programming〉、1978年3月。
- Jan van Leeuwen 編、廣瀬健ほか監 訳『コンピュータ基礎理論ハンドブック』丸善、1994年2月。ISBN 4-621-03920-2。